# Katia Kameli
Katia Kameli est une artiste franco-algérienne, née à Clermont-Ferrand en 1973.

## Parcours artistique
Née en 1973 à Clermont-Ferrand d’un père algérien musulman et d’une mère française chrétienne, qui divorcent lorsqu'elle a 6 ans, elle vit entre le Maghreb et la France. Katia Kameli obtient en 2000 un DNSEP à l’École nationale supérieure d'art de Bourges puis en 2003 un post-diplôme Le Collège invisible dirigé par Paul Devautour à l’École supérieure d'art et de design Marseille-Méditerranée,. Elle vit et travaille à Paris. 
L’artiste utilise l’installation, la photographie, la vidéo et le son afin de permettre au spectateur de se saisir de plusieurs niveaux de lecture et de compréhension. Ces vidéos sont entre le documentaire et le cinéma expérimental et interrogent les archives, l'histoire et les mémoires collectives,.
Ses œuvres sont présentes dans plusieurs collections publiques, notamment du FRAC Poitou-Charentes, du Centre Pompidou, du Frac Haut-de-France et du CNAP (Centre national des arts plastiques). Son travail est régulièrement exposé, dans différents pays et différentes villes dont Londres, Marrakech, Paris,, Marseille, Dakar et New York (galerie Taymour Grahne).

## Recherches artistiques

### Une démarche contextuelle
Katia Kameli développe une approche spécifique du territoire qui privilégie la « dérive », un concept emprunté au situationnisme, mouvement fondé par Guy Debord en 1957, et selon lequel la découverte du territoire se fait par un réseau d’expériences vécues (Futur, The Situationnist Effect, 7 Acts of Love in 7 Days of Boredom). Cette expérimentation psychogéographique conduit l’artiste à reconsidérer l’espace urbain à travers la superposition et le mélange des références. 

Katia Kameli porte une attention particulière au pourtour méditerranéen et à l’Afrique. Cet ancrage géographique, décor de nombre de ces œuvres (Ya Rayi, Le Roman algérien, Untitled, Bledi in Progress) fait écho aux expériences personnelles et à la double identité franco-algérienne de l’artiste.

### L’artiste comme traducteur
S’inspirant de cette double culture qui fonde son identité, Katia Kameli envisage son rôle en tant qu’artiste comme celui d’un traducteur. À travers ses œuvres, elle réfléchit sur la notion d’échanges culturels à la base de la construction identitaire individuelle et/ou nationale.
L’artiste s’intéresse particulièrement au principe d’intégration qui repose, selon elle, sur la capacité d’un individu à s’intégrer au sein de la culture locale en réinterprétant les principes de cette culture à l’aune de sa propre expérience. L‘acte de traduction est alors à la fois un moyen de transmission et de réinterprétation culturelle comme dans The Storyteller, mais il est aussi l’occasion de déconstruire la relation binaire et hiérarchisée entre l’original et la copie. 

### Le tiers-espace et la notion de récit
La notion de « tiers-espace » est très présente dans le travail de l’artiste. Concept hérité des Cultural Studies et des théories littéraires postcoloniales, le « tiers espace » est défini par Homi Bhabha, comme « un espace qui dérange les histoires qui le constituent, les place en état critique, et permet des allers-retours entre l’Histoire et les narrations ». 

Pour décrire son approche, Katia Kameli se réfère d’ailleurs souvent à la langue anglaise qui possède deux mots distincts pour une même étymologie : history et story. Le premier définit la discipline, celle de la mémoire des hommes. Le deuxième signifie le récit, réel ou imaginaire. L’artiste construit ainsi ses œuvres autour de l’émergence d’un « tiers-espace » dans lequel de nouvelles visions, formes et positions peuvent exister. Ce « tiers-espace » permet la réécriture de récits souvent considérés comme fondateurs par la culture d’origine. Dans Stream of Stories, Katia Kameli questionne par exemple les origines orientales des Fables de Jean de La Fontaine, texte clé de la culture française.  

### Interdisciplinarité
À travers son travail, Katia Kameli cherche à mettre en lumière une histoire, globale, faite de frontières poreuses et d’influences réciproques. 
La démarche artistique de l’artiste se veut interdisciplinaire. Kameli collabore fréquemment dans ses œuvres avec des intellectuels internationaux tels que la philosophe des images Marie-José Mondzain (Le Roman algérien Chapitre 2), l’écrivaine Wassyla Tamzali (Le Roman algérien chapitre 1 et 2) ou encore Omar Berrada, directeur du centre Dar al-Ma’mûn, bibliothèque et résidence d’artistes à Marrakech. Ces rencontres alimentent le processus de recherche de l’artiste qui construit ses œuvres comme des works in progress dont les développements se déploient souvent sur plusieurs chapitres. 

## Expositions personnelles
- What Language Do You Speak Stranger?, The Mosaic Rooms, Londres, 2016
- Futur, Artconnexion, Lille, 2016
- Situationist Effect, Taymour Grahne gallery, New York, 2014
- Third Space, Galerie Mamia Bretéché, Paris, 2013
- 7 Acts of Love in 7 days of Boredom, Transpalette, Bourges, 2012
- Duty Free, Vidéochroniques, Marseille, 2012
- Dislocation et champ de contrainte élastique, Synesthésie, St-Denis, Paris, 2009

## Publications

### Catalogues d’exposition
- Farewell Photography, Biennal für aktuelle fotografie, 2017
- Tous, des sangs mêlés, Mac Val, 2017
- Afrique Capitales, Kehrer Verlag¸ 2017
- Rock the Kasbah, Institut des Cultures de l’Islam, 2017
- Stream of Stories, livret d’exposition, The Mosaïc Rooms, Londres, 2016
- Les Parfums de l’Intranquilité, Hôtel des Arts, Toulon, 2016
- Made In Algeria, Mucem, Marseille, 2016
- Where we’re at ! Other voices on gender, Bozar Books/SilvanaEditoriale, 2014
- Dak’Art, Biennale de Dakar 2012
- Higher Atlas, Biennale de Marrakech, 2012
- Rencontre de Bamako, Mali, 2011

### Sélection d’articles
- (en) Katia Kameli, “Orality, an Immaterial Heritage”, Ibraaz, novembre 2013
- (en) Kari Rittenbach «Marrakech Biennale 4», Frieze Magazine, mars 2012
- (en) Silke Schmickl, “Katia Kameli- Hybridation as a creative process”, Universe in Universe, 2008

### Reportages
- L'Atelier A - Katia Kameli, Arte Creative, 2016
- 7 Acts of Love in 7 Days of Boredom, Transpalette, Bourges, exposition du 15 juin au 22 juillet 2012

### Ouvrage théorique
Siobhan Shilton, Transcultural Encounters- Visualizing France and the Maghreb in Contemporary Art, collection “Rethinking art’s histories”, Manchester University Press, 2013